# Casanova de la Pedregosa
Casanova de la Pedregosa és una masia de Prats de Lluçanès (Osona) inclosa a l'Inventari del Patrimoni Arquitectònic de Catalunya.

## Descripció
Masia construïda a principis del segle xix de planta baixa i un pis. Està feta de grans pedres irregulars, sense treballar, unides amb morter. A les cantonades l'angle està fet amb maó i els marcs de les obertures amb grans carreus de pedra ben escairats. Està cobert a dues aigües amb teula àrab i desaigua en la façana principal. A la porta hi figura la data de 1819. La casa ha estat construïda sobre la roca viva. També hi ha altres edificacions posteriors però de menor rellevància.

## Història
Aquesta masia de principis del segle xix era masovera de l'antiga casa de la Pedragosa.